# Hookeriopsis exesa
Hookeriopsis exesa är en bladmossart som beskrevs av Brotherus 1907. Hookeriopsis exesa ingår i släktet Hookeriopsis och familjen Hookeriaceae. Inga underarter finns listade i Catalogue of Life.